# 바이킹: 왕좌의 게임
바이킹: 왕좌의 게임(Viking)은 러시아 연방에서 제작된 안드레이 크라프추크 감독의 2016년 액션, 드라마 영화이다.
이 영화는 원초 연대기 등의 역사에 영향을 받았다.
2016년 12월 29일 센트럴 파트너십에 의해 러시아에서 개봉되었고 전 세계 초연은 2017년 1월 6일 이루어졌다.

## 출연
- 다닐라 코즐롭스키
- 알렉산드라 보르티치
- 스베틀라나 홋첸코바
- 막심 수하노프
- 이고리 페트렌코
- 존 드샌티스

## 같이 보기
- 퓨리어스
- 러시아 영화